# Procesy norymberskie

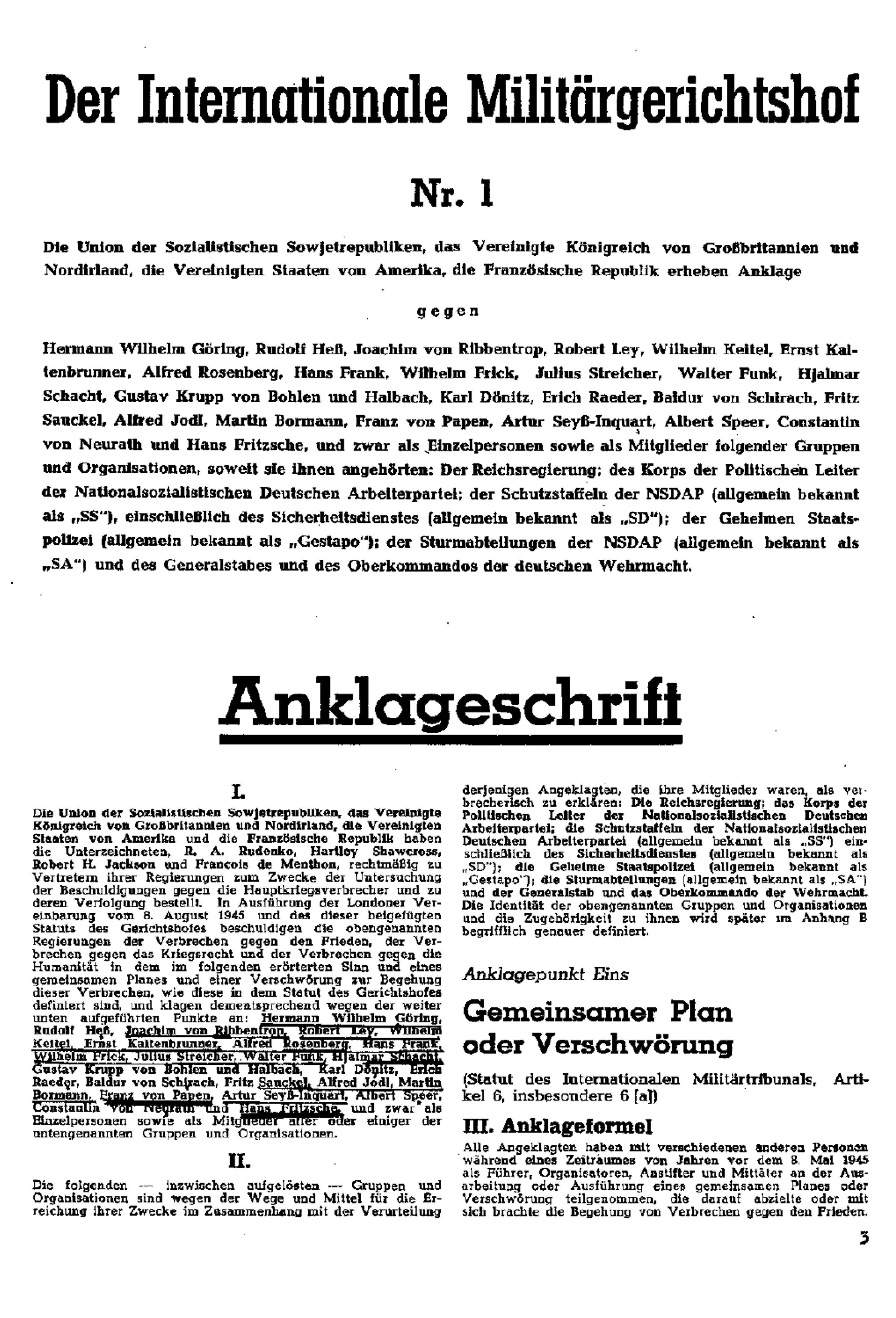
Akt oskarżenia – Norymberga – Międzynarodowy Trybunał Wojskowy (1945)

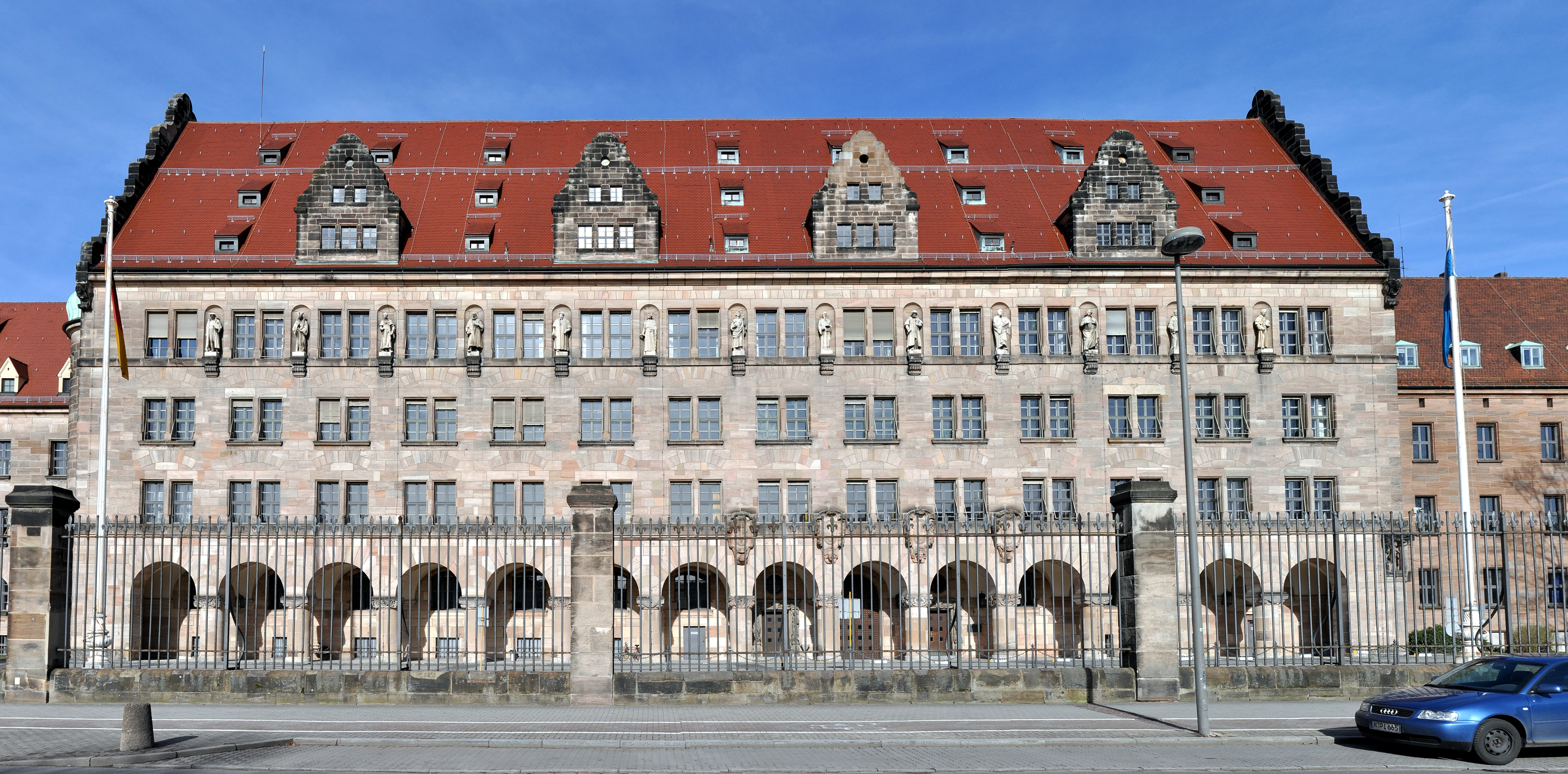
Pałac Sprawiedliwości w Norymberdze

Procesy norymberskie – sądowe postępowania karne prowadzone w latach 1945–1949 przeciwko głównym zbrodniarzom III Rzeszy toczone przed Międzynarodowym Trybunałem Wojskowym w Norymberdze, a następnie przed amerykańskimi sądami wojskowymi.

## Geneza
Decyzję o nich podjęto na kolejnych konferencjach tzw. wielkiej trójki, sprecyzowano natomiast podczas konferencji w Poczdamie. Akt oskarżenia poszczególnych procesów obejmował:
- podżeganie i przygotowanie wojny,
- dokonanie zbrodni przeciwko pokojowi,
- dokonanie zbrodni wojennych,
- dokonanie zbrodni przeciwko ludzkości.

## Procesy
Od 20 listopada 1945 do 14 kwietnia 1949 przeprowadzono łącznie 12 procesów norymberskich wytoczonych przeciwko osobom odpowiedzialnym za zbrodnie nazistowskie z czasu III Rzeszy.
Proces norymberski głównych zbrodniarzy wojennych
Pierwszy i główny proces procedował od 20 listopada 1945 do 1 października 1946.
12 następczych procesów norymberskich
W latach 1945–1949 przeprowadzono 12 procesów następczych. Postępowania zostały wszczęte przez urząd Office of the US Chief of Counsel for War Crimes (OCCWC). Procesy te odbywały się od 9 grudnia 1946 do 13 sierpnia 1949 i były to kolejno:
I. Proces lekarzy (też oficj. USA vs. Karl Brandt i inni)
II. Proces Milcha (też oficj. USA vs. Erhard Milch)
III. Proces prawników (też oficj. USA vs. Josef Altstötter i inni)
IV. Proces SS-WVHA (też oficj. USA vs. Oswald Pohl i inni)
V. Proces Flicka (też oficj. USA vs. Friedrich Flick i inni)
VI. Proces IG Farben (też oficj. USA vs. Carl Krauch i inni)
VII. Proces dowódców na Bałkanach (też oficj. USA vs. Wilhelm List i inni, nieoficj. proces o mord zakładników)
VIII. Proces RuSHA (też oficj. USA vs. Ulrich Greifelt i inni, nieoficj. proces o ludowość)
IX. Proces Einsatzgruppen (też oficj. USA vs. Otto Ohlendorf i inni)
X. Proces Kruppa (też oficj. USA vs. Alfried Krupp i inni)
XI. Proces ministerstw (też oficj. USA vs. Ernst von Weizsäcker, nieoficj. proces Wilhelmstrasse)
XII. Proces wyższego dowództwa (też oficj. USA vs. Wilhelm von Leeb i inni, nieoficj. proces generałów)

## Sędziowie i oskarżyciele
Sędziami i oskarżycielami w głównym procesie norymberskim byli przedstawiciele tzw. „Czterech Mocarstw” – Wielkiej Brytanii, Francji, Związku Radzieckiego i Stanów Zjednoczonych. 12 procesów następczych było prowadzonych już wyłącznie przed amerykańskimi Trybunałami Wojskowymi, co spowodowane było rosnącymi rozbieżnościami między wielkimi mocarstwami.
Głównym oskarżycielem procesu podstawowego był Robert Houghwout Jackson, który po ogłoszeniu wyroku złożył swój urząd 17 października 1946. W związku z tym głównym oskarżycielem do przeprowadzenia procesów następczych został mianowany generał brygadier Telford Taylor (Chief Counsel for War Crimes under Military Government).

## Oskarżeni
Łącznie w stan oskarżenia zostało postawionych 185 osób:
- 39 lekarzy i prawników (proces I i III)
- 56 członków SS i policji (proces IV, VIII i IX)
- 42 przemysłowców i kierowników (proces V, VI i X)
- 26 przywódców wojskowych (proces VII i XI)
- 22 ministrów i wysokich przedstawicieli rządowych (proces II i XII)

## Ważność wyroków
Artykuł 26 Statutu Londyńskiego stanowił, iż wyroki procesów norymberskich są ostateczne i niezaskarżalne.